# جوناثان هنت (سياسي)
جوناثان هنت (بالإنجليزية: Jonathan Hunt)‏ هو محامي وسياسي أمريكي، ولد في 12 أغسطس 1787 في فيرنون في الولايات المتحدة، وتوفي في 15 مايو 1832 في واشنطن العاصمة في الولايات المتحدة. حزبياً، نشط في الحزب الوطني الجمهوري ‏. وقد انتخب عضو مجلس نواب فيرمونت وانتخب عضو مجلس النواب الأمريكي عن دائرة Vermont's 1st congressional district ‏ (4 مارس 1827 – 15 مايو 1832).